# Луја
Луја је назив за Банту народ који живи у Западној провинцији Кеније између језера Викторија, Уганде и планине Елгон. Они чине другу највећу етничку групу Кеније која броји око 4,6 милиона људи. Област у којој живе је једна од најгушће насељених у Кенији. Луја се може односити и на народ и на Луја језике, групу сродних банту језика (ј зона) којима говоре Луја под-племена. Групу чини око 18 под-племена у Кенији од којих највише доминирају : Букусу, Мараголи, Ванга, Њоре, Идако, Киса, Исука, Тирики, Кабрас, Гису и Самиа. Једно под-племе живи у северној Танзанији а четири у Уганди. Луја су први контакт с Европљанима имали у 19. веку, а у 20. веку су се под-племена различито односила према британској колонијалној власти. Док су Букусу пружали оружани отпор, а у 20. веку здушно суделовали у покрету Мау Мау, дотле су Кабре сачињавали главнину локалне полиције. Многи Лује су суделовали у британским оружаним снагама за време Другог светског рата. Лује практикују полигамију и друштвена организација им је темељена на клановима. Чести су и обрезивање дечака и клиторидектомија девојчица, иако је ово потоње, под притиском владе, у опадању, осим код Букусуа. Лује су познати и по томе што су основали фудбалски клуб АФЦ Леопард, један од највећих фудбалских клубова источне Африке.